# Mohammad Hafeez
Mohammad Hafeez (Urdu محمد حفیظ; * 17. Oktober 1980 in Sargodha) ist ein ehemaliger pakistanischer Cricketspieler. Er spielte alle Formen des Spiels und ein ehemaliger Twenty20-Kapitän der pakistanischen Cricket-Mannschaft. Hafeez eröffnete normalerweise das Batting und war gleichzeitig Teil des Bowlinggespanns.

## Leben
Hafeez wurde nach der schlechten Leistung Pakistans im Cricket World Cup 2003 zum ersten Mal ins Team berufen. In seinem zweiten Test gegen Bangladesch gelang ihm der erste Century. Allerdings wurden doch nach einer schlechten Leistung Ende 2003 wieder aus dem Kader gestrichen. Guten Leistungen in nationalen Wettbewerben führten 2005 zu seiner Rückkehr ins Nationalteam. Er wurde für seine guten Leistungen im Bowling gelobt. Er verblieb bei den Touren gegen die West Indies und England im Kader. Hafeez erzielte seine zweite Test Century gegen die West Indies in Karatschi. Er wurde für die nächsten Jahren wegen seiner schlechten Fitness nicht mehr für den Kader berücksichtigt. Er wurde für den ICC World Twenty20 2010 wieder berücksichtigt. Er lieferte beim Wettbewerb schlechte Leistungen ab, wurde jedoch trotzdem für die Tour Pakistans in England 2010 berücksichtigt. Bei der Tour erzielte er die zweitmeisten Runs hinter Kamran Akmal und wurde deshalb für die folgende Tour gegen Südafrika berücksichtigt. Dabei wurde er für die Tour zum Opening-Batsman berufen. Er erzielte die meisten Runs als Batsman und die meisten Wickets als Bowler und festigte seinen Platz im Team. Er gewann 2011 10 Man-of-the-Match Trophäen und war erst der dritte Cricketspieler, der im Kalenderjahr 1000 Runs erzielte und 30 Wickets holte. Hafeez stellte mit Nasir Jamshed den Rekord für die höchste Opening-Partnership gegen Bangladesch beim Asia Cup 2012 auf. Beide Batsman erzielten insgesamt 224 Runs. Sie übertrafen den Rekord von Saeed Anwar und Aamer Sohail, die zusammen 144 Runs erzielten. Mohammad Hafeez wurde 2012 zum Kapitän der Twenty20-Mannschaft gewählt. Der Pakistan Cricket Board kritisierte Hafeez für die Zusammenstellung des Kaders bei der Twenty20-Weltmeisterschaft 2012. Mohammad Hafeez konnte als Kapitän Siege gegen Südafrika, West Indies und Zimbabwe. Er holte die meisten Siege im T20 als Kapitän. Mohammad Hafeez erzielte 2012 die meisten Runs als Kapitän und führte Pakistan auf Platz 2 der Twenty20-Rangliste. Die Bowling-Action von Hafeez wurde mehrmals durch die ICC überprüft. Tests ergaben, dass seine Bowlingaction nicht mit den Cricketregeln übereinstimmen. Hafeez erhielt wegen seiner Art zu bowlen eine Sperre von 12 Monaten. Hafeez wurde nach seiner Sperre wieder Teil der Nationalmannschaft.